# Passo del Rombo
Il passo del Rombo (Timmelsjoch in tedesco - 2.474 m s.l.m.) è un valico alpino delle Alpi Retiche orientali, al confine fra Italia e Austria, che mette in comunicazione la Val Passiria in Alto Adige con la Ötztal in Tirolo. Dal punto di vista geomorfologico il passo separa le Alpi Venoste a ovest dalle Alpi dello Stubai ad est (entrambe sottosezioni delle Alpi Retiche orientali).

## Etimologia
Il nome "Rombo" deriva dalla parola retoromanza "tömbl", che significa "piccola collina".

## Storia

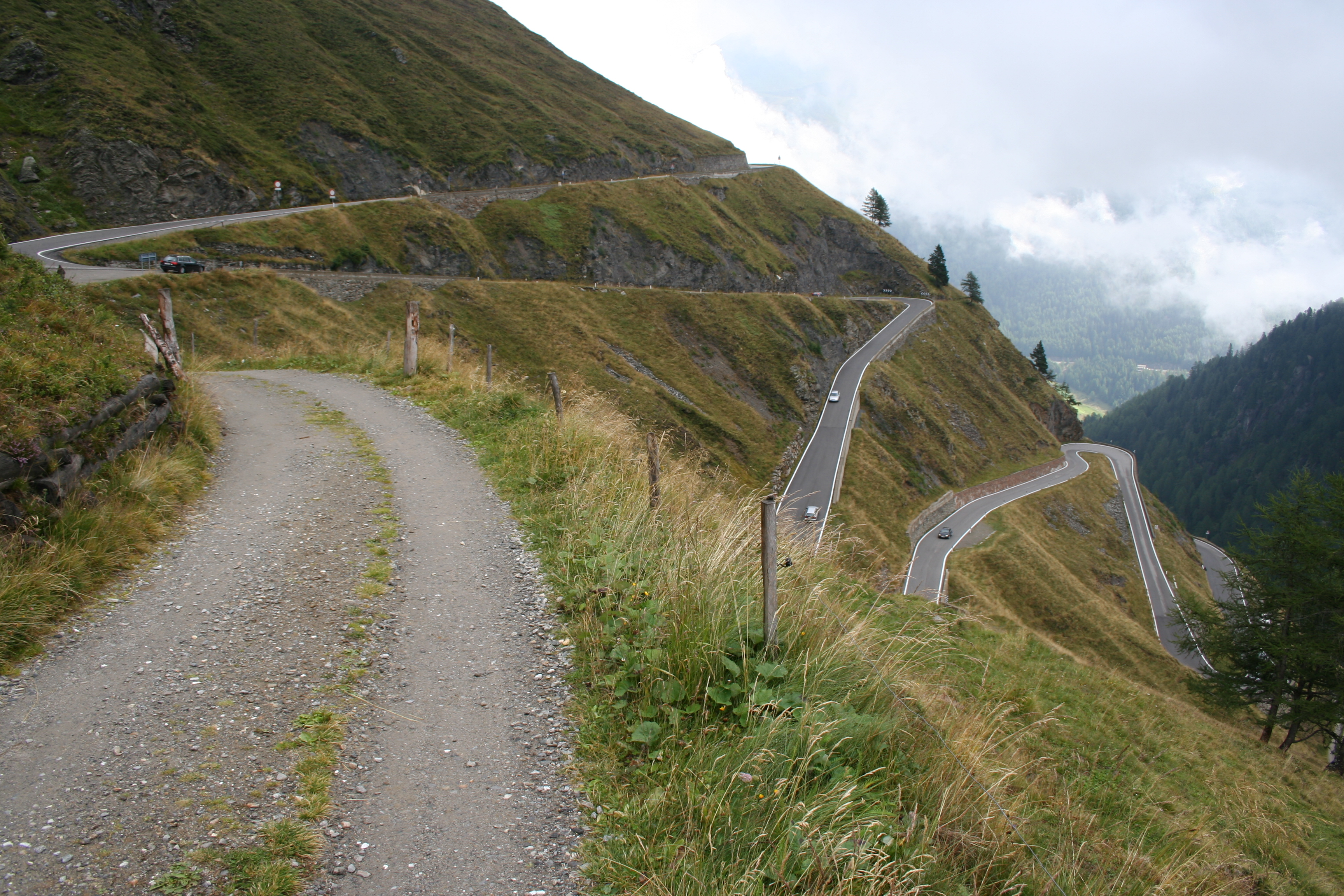
Tornanti sul lato italiano del passo

La strada del passo fu costruita sul versante austriaco nel 1955, lungo un percorso risalente alla Preistoria (mentre è del 1241 la prima menzione documentale del Thymelsjoch); è aperta, nei mesi estivi, giornalmente dalle 7:00 alle 20:00, mentre è vietato il transito notturno.
Nella parte italiana il permesso di transito è limitato solo ad alcune categorie di veicoli come auto e motocicli, mentre è vietato per camion e autobus di lunghezza superiore a 10 metri e massa complessiva superiore alle otto tonnellate. Non ci sono caselli sul versante italiano, mentre su quello austriaco, a circa 7 km dal passo, è situata una barriera dove acquistare il biglietto e pagare il pedaggio sia in ascesa che in discesa.
Dalla parte italiana la strada, una ex-mulattiera voluta da Benito Mussolini per scopi militari per avere un percorso alternativo al passo del Brennero e al passo di Resia, fu ristrutturata dalla metà degli anni sessanta e inaugurata il 15 settembre del 1968.
Il rifugio in cima al passo è meta di molti appassionati di motociclismo. Il passo è uno dei luoghi più freddi delle Alpi (e uno degli ultimi a essere transitabili, d'estate) ed è spesso sferzato da un vento freddissimo. È inoltre presente un piccolo ruscello, proveniente dai ghiacciai lì attorno, che scende verso Sölden.

## Museo del Passo

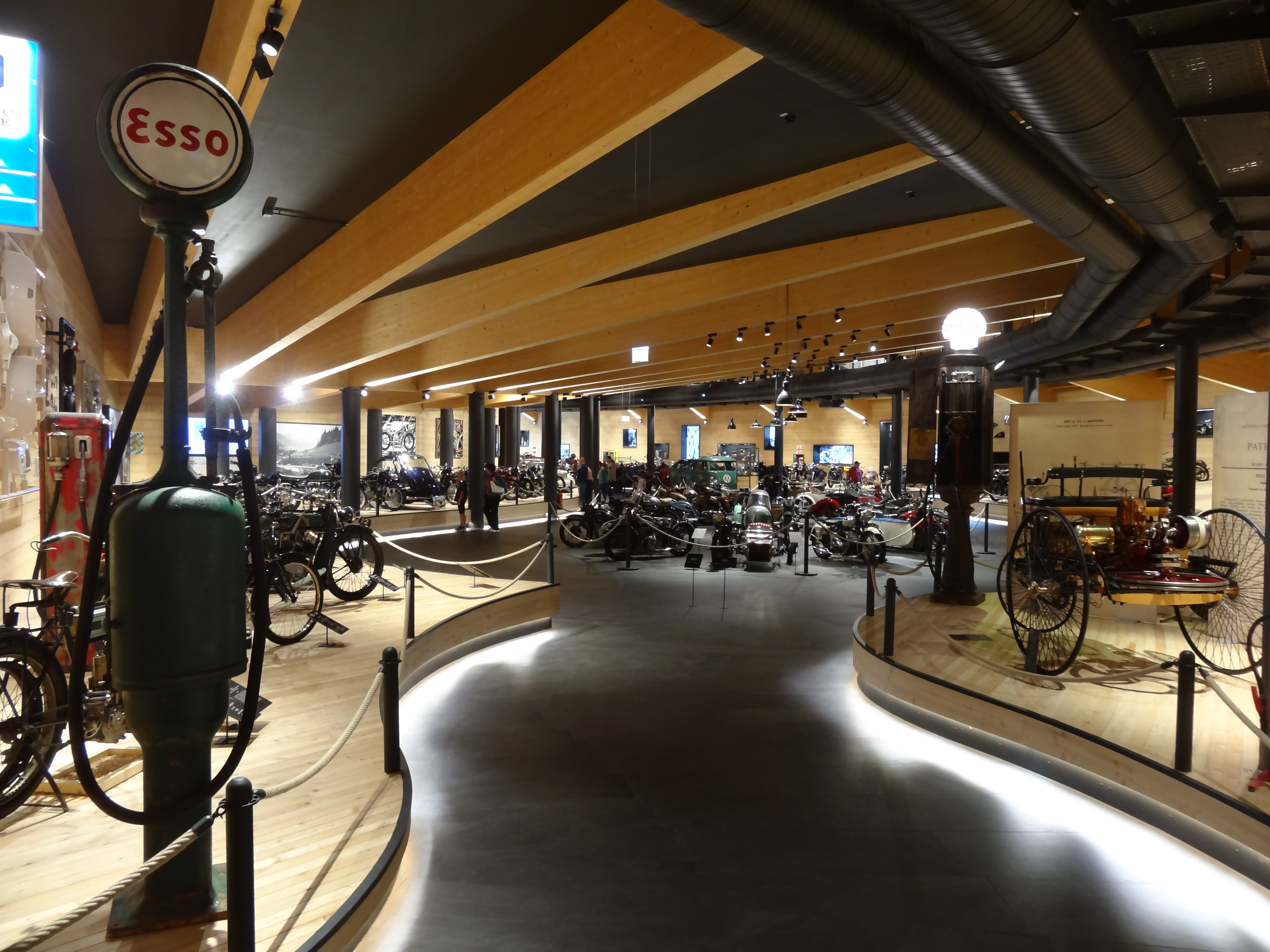
Il Museo prima dell'incendio

Nel 2010 è stato aperto il museo del passo transfrontaliero, su progetto dell'architetto altoatesino Werner Tscholl, che illustra la storia della strada e del passo attraverso i secoli. La particolare architettura moderna, a forma di cubo aperto, rimarca la funzione di comunicazione e collegamento che da sempre la zona alpina esercitava. Si tratta del museo più alto d'Europa; l'edificio, che ospitava oltre 200 motociclette antiche, pompe di benzina vintage, auto d'epoca e altri pezzi, è stato distrutto da un incendio nel 2021 assieme agli oggetti della collezione.
Nel corso dello stesso anno, iniziano i lavori di ricostruzione del Museo e l'allestimento di una nuova collezione di motociclette.
Il museo ha poi riaperto nel 2022.